# Can Pla (Valls)
Can Pla és una masia neoclàssica de Valls (Alt Camp) inclosa a l'Inventari del Patrimoni Arquitectònic de Catalunya. Forma part del conjunt de les Masies dels Boscos.

## Descripció
Abans d'arribar a l'ermita de Sant Llorenç s'observa aquest gran casalot, on destaquen els arcs que corresponen al pòrtic de la planta baixa.
A la façana sud hi ha set arcs; sis dels quals són de mig punt i un tipus carpanell, que està centrat amb l'eix d'una escala que hi ha per accedir a la planta de l'edifici. A la façana oest tenim vuit pilars quadrats, que amb dos laterals i un entremig de seccions rectangulars, ens determinen deu arcs de mig punt, Pilars i arcs són d'obra vista en general, encara que hi ha unes zones arrebossades.
Per damunt del porxo i reculat, sobresurt l'habitatge que, a més dels baixos, té dues plantes, coberta a dues vessants. En el costat de ponent hi ha un altre cos adossat que és una ampliació a la construcció original i que està a mig realitzar

## Història
No es tenen notícies.